# Jenks (Oklahoma)
Jenks es una ciudad ubicada en el condado de Tulsa en el estado estadounidense de Oklahoma. En el año 2010 tenía una población de 	16924 habitantes y una densidad poblacional de 438,45 personas por km².

## Geografía
Jenks se encuentra ubicada en las coordenadas 36°0′37″N 95°58′47″O / 36.01028, -95.97972 (36.010276, -95.979850).

## Demografía
Según la Oficina del Censo en 2000 los ingresos medios por hogar en la localidad eran de $54,637 y los ingresos medios por familia eran $61,050. Los hombres tenían unos ingresos medios de $42,148 frente a los $28,419 para las mujeres. La renta per cápita para la localidad era de $22,804. Alrededor del 4.6% de la población estaban por debajo del umbral de pobreza.